# La revelación de un rey
La revelación de un rey es el segundo volumen de los cuatro que componen el ciclo La estrella de los guardianes, escrito por Margaret Weis, junto con El rey perdido, El sacrificio de un rey y La legión fantasma.

## Argumento
El rey perdido terminaba con Sagan luchando contra los corasianos, Maigrey retenida en su nave y Dion en camino hacia la nave de los mercenarios, donde se encuentra su amigo Tusk, para advertirles del peligro de que Sagan les traicione.
Utilizando su propia nave como una bomba para destruir uno de los cruceros espaciales corasianos, Sagan va a ganar la batalla. A pesar de que los mercenarios de Dixter han luchado a su lado, da órdenes de que sean detenidos al finalizar el combate, como Dion sospechaba. Así pues, Dion se dirige hacia la nave de Dixter para ponerles sobre aviso, y cuando llega se encuentra en medio de un feroz combate entre los mercenarios y las fuerzas de Sagan.

### La bomba de rotación espacial
Minutos antes de hacer estallar su nave, Sagan recibe una comunicación urgente del fabricante de armas adoniado Snaga Ohme. Amparado por su poder y riqueza, en los últimos años Sagan se había embarcado en el diseño y fabricación del arma más mortífera conocida jamás por el hombre: la bomba de rotación espacial. Nacida de la parte oscura de la teoría por la cual el ser humano había sido capaz de superar el límite de la velocidad de la luz, se creía que la bomba de rotación espacial podría provocar una tremenda explosión que consumiría galaxias enteras. Sin duda, cualquiera que tuviera un arma así, tendría un poder total sobre la galaxia, un poder que Sagan, hastiado de la república, ansiaba para sí. Para su fabricación había contado con Snaga Ohme, un genio en la fabricación de armas. Enterado de la batalla, Ohme pide a Sagan que le pague antes de que esta termine si no quiere que venda la bomba, que tiene en su poder, al mejor postor. Sagan se niega, y Ohme corta la comunicación. Maigrey, que ha escuchado la conversación sin que Sagan lo sepa, decide partir en busca de la bomba y utilizando los poderes de la estirpe real, escapa de la nave.
Mientras, la batalla entre los mercenarios y las fuerzas de Sagan termina. Gracias a la intervención de Dion muchos mercenarios han logrado escapar, y Dion y Tusk con ellos. No obstante, el general Dixter ha sido capturado. Maigrey informa a Dion de que ha de marcharse a una importante misión, y encarga a Tusk que sea el Guardián de Dion, recordándole quién era su padre, una responsabilidad de la que Tusk había huido toda su vida.

### Abdiel
Tras la batalla, Sagan recibe una comunicación del presidente de la república Peter Robes. Compañero de Sagan en los días de la revolución, fue junto a él uno de los cabecillas de la misma, pero ahora están distanciados. Mientras conversan, Sagan advierte algo en la habitación en la que se encuentra Robes, y sospecha que en realidad el ataque de los corasianos no ha sido una casualidad y quién puede estar detrás de todo.
Los miembros de la Orden del Relámpago Sombrío, más conocidos como arrebatadores de mentes, habían conseguido tiempo atrás implantar quirúrgicamente en sus manos unas agujas como las de la espada sanguínea, a través de las que podían conectarse a otros miembros de la estirpe real para compartir pensamientos con ellos e incluso llegar a controlarles. El abad de esta orden era Abdiel, a quien Sagan daba por muerto. Sin embargo, Abdiel había sobrevivido y ahora controlaba a Peter Robes, dirigiendo sus actos. Cuando Sagan y Maigrey eran jóvenes, Abdiel había conseguido establecer un vínculo con ellos. Lograron escapar, pero Abdiel conservó desde entonces un conocimiento de sus miedos y debilidades. Una de las mayores ambiciones de Abdiel era convertirles en sus discípulos, y ahora además conocía la existencia de la bomba de rotación espacial y pretendía hacerse con ella.

### La estrella de los guardianes
En tiempos de la monarquía, a cada Guardián se le entregaba una joya de incalculable valor, la estrella de los guardianes. Se decía que esta brillante gema tenía propiedades místicas, atrapando parte del alma de su poseedor, y apagando su brillo con la muerte de este. Cada estrella era enterrada con su Guardián, y había rumores de que una terrible maldición pesaba sobre aquel que osase robar una.
Desesperada por hacerse con la bomba de rotación espacial antes que Sagan, Maigrey viaja al planeta Laskar, hogar del adoniano Snaga Ohme, y vende su gema a cambio de la bomba, un acto nunca realizado antes por un Guardián. A pesar de los esfuerzos de Ohme por recuperar la bomba, Maigrey la guarda en su nave espacial bajo fuertes medidas de seguridad. Examinando los planos de la bomba, descubre que el mecanismo que el arma es precisamente la estrella de los guardianes, que acaba de entregar a Ohme.
El propio Dion viaja a Laskar acompañado por Tusk y por Nola Rian (novia de Tusk) tras recibir un supuesto mensaje de auxilio por parte de Maigrey, que en realidad ha enviado Abdiel. Abdiel establece un vínculo con él a través de las agujas, si bien no llega a controlarle debido a la fuerza de carácter de Dión.
Sagan viaja a Laskar consciente de que Maigrey se ha hecho con la bomba de rotación espacial. Allí la informa de que tiene en sus manos a John Dixter y de que le torturará si no accede a entregarle la bomba. Maigrey se niega a ello.

### La noche de la revolución
Al darse cuenta de que Maigrey no recuerda nada de la noche de la revolución, Sagan, mientras ella duerme, decide conectar sus pensamientos para compartir los recuerdos de esa noche. Es entonces cuando conocemos lo que realmente sucedió.
Era una noche de gala en el palacio del monarca Augustus Starfire. Todos los dirigentes de la galaxia se congregaban allí para conmemorar el aniversario de la subida al trono del rey. El escuadrón dorado, formado por Sagan, Maigrey, Platus, Dahna y Stavros acababa de volver de una nueva batalla con los corasianos, y estaba convocado a la celebración para recibir los honores correspondientes. Mientras, Semele, la esposa del heredero al trono (hermano del rey y próximo en la línea sucesoria al no tener el rey hijos) estaba a punto de dar a luz a Dion. Semele y Maigrey eran amigas desde el tiempo en que ambas estudiaban en la Academia.
Al comenzar la celebración, solo falta un miembro del escuadrón dorado: Derek Sagan. Maigrey había notado que últimamente sus pensamientos habían estado escudados ante ella, y tenía ciertas terribles sospechas sobre lo que podía estar pasando. De repente, las puertas del salón del trono se abren, y Sagan, vestido con su armadura de gala, y con el sonido de explosiones y combates a sus espaldas, entra en la sala e informa al rey de que una rebelión popular había derrocado la monarquía, y de que lo conveniente era que abdicara. Cansado de la debilidad del rey, y convencido de que los designios de Dios eran precisamente esos, Sagan había roto su juramento de lealtad.
Profundamente conmocionada, Maigrey decide no seguir a su comandante y mantener su fidelidad al rey, al igual que el resto del escuadrón dorado. En ese momento entran en la sala Peter Robes y, ante la sorpresa de Sagan, Abdiel con un ejército de sin-mentes (discípulos de Abdiel que le habían rendido completamente su voluntad). El rey se niega a abdicar, Peter Robes abandona la sala, y los sin-mente comienzan a disparar indiscriminadamente. Todos los guardianes se encuentran en la sala, pero desarmados, y sus poderes mentales no sirven contra los sin-mente. El rey muere de un disparo en la cabeza, y Maigrey, Platus, Dahna y Stavros escapan de Sagan y van en búsqueda de Semele, su marido y su hijo, que se encuentran en las habitaciones superiores ya que Semele acaba de dar a luz. Cuando llegan, descubren que los sin-mente se les han adelantado por poco. Acaban con ellos pero no pueden evitar que Semele y su marido mueran. Sin embargo, Dion ha sobrevivido en los brazos de su madre. Sintiendo que Sagan se aproxima a ellos, Platus Dahna y Stavros escapan con el niño, ahora legítimo rey, mientras Maigrey se queda a enfrentarse con su comandante.
Las cosas no habían salido como Sagan había querido. En sus planes no entraba exterminar a toda la estirpe real y asesinar al rey, y mucho menos que el arrebatador de mentes, Abdiel, tomara parte en el juego. Además, uno de sus capitanes le informa de que los sin-mente están atacando la sede de la Orden de Adamante; Abdiel quiere exterminar a la estirpe real. Buscando a Dion en las habitaciones superiores, encuentra finalmente a Maigrey, que le espera espada sanguínea en mano. Para Sagan, el acto de Maigrey había sido una traición hacia él, aunque le ofrece la posibilidad de volver a su lado. Ante la negativa de Maigrey, la ataca con la espada y la deja moribunda en el pasillo, con la gran cicatriz que desde entonces atravesaría su cara. En ese momento, el vínculo mental queda roto.

### La fiesta de Ohme
Volviendo al presente, justo en esas fechas el adoniano Snaga Ohme está a punto de celebrar su fiesta anual en la que presentaba sus últimas invenciones en armamento. Derek y Maigrey son invitados, así como Abdiel y Dion, que continúan en la morada de este. Aun cuando Abdiel no ha podido controlarle, le ha incitado a que intente matar a Sagan por haber acabado con su mentor. Además, cuando parten hacia la fiesta, Abdiel manda asesinar a Tusk y Nola, que escapan solo gracias a la intervención de El Híbrido, un asesino profesional enviado por Sagan. Este, por su parte, planea tomar la mansión del adoniano para hacerse con su arsenal y en castigo por haber intentado vender la bomba a otro. Maigrey pretende recuperar su joya.
Cuando se está celebrando la recepción en la mansión de Ohme, con Maigrey y Sagan ya presentes, aparece Dion acompañado de Abdiel, y ante la sorpresa de este y de todos los presentes, declara ser el desaparecido heredero al trono. Entreviendo los designios de Dios, y aun no estando de acuerdo con ellos, Sagan le presta juramento de fidelidad.
Dion se reúne con Sagan para matarle, pero en el último momento decide desviar el disparo del arma que le había dado Abdiel. Al hacerlo salva su propia vida, ya que se trata de una pistola de Judas, que dispara por ambos lados y mata también al que la dispara; Abdiel le había traicionado.
Maigrey, mientras, es citada por Ohme en una habitación para negociar la devolución de la gema. Una vez allí, descubre que Ohme está muerto (y recupera su joya del cuello del adoniano) y que todo es una trampa urdida por Abdiel. Abdiel establece el vínculo con Maigrey a través de las agujas y con ella a su merced la conmina a que la lleve a su avión espacial y la entregue la bomba. Mediante el vínculo mental, comunica a Sagan lo que sucede y lo que se dispone a hacer, y también a Dion que en ese momento portaba la espada sanguínea.
Sagan decide que ha llegado el momento de actuar, evacúa la mansión y ordena a sus hombres que la tomen. Dejando a Dion en una de sus naves, se dirige hacia el avión de Maigrey. Allí la encuentra tirada en el suelo, inconsciente. Para escapar de Abdiel y no entregarle la bomba, se ha retirado a las profundidades de su mente y ha activado la bomba de rotación espacial. Sagan la despierta y la conmina a que detenga el proceso. En ese momento aparece Dion. Por medio del vínculo de la espada, Maigrey le ha comunicado cómo desarmar la bomba, pero solo lo hará... a cambio de la propia bomba. Sin saber cuánto tiempo queda para la detonación, Sagan acepta y le da su juramento de que podrá quedarse con la bomba, tras lo que la desactivan.
Así pues, Dion tiene la bomba de rotación espacial y el juramento de fidelidad del más poderoso Señor de la Guerra de la galaxia, pero sigue siendo el heredero de un trono que no existe. De esta forma acaba La revelación de un rey.